# HIRLAM
HIRLAM, High Resolution Limited Area Model, är en numerisk väderprognosmodell utvecklad av svenska SMHI tillsammans med ett flertal europeiska länder som också använder modellen. HIRLAM-projektet startades 1985 och syftar till att skapa en god numerisk modell som flera länder använder kan använda som operativ väderprognosmodell. Modellen har under lång tid varit en gridpunktsmodell men i de senare versionerna har man övergått till en spektral representation av de primitiva ekvationerna. Man har även gått från så kallad 3DVAR till det mer komplicerade 4DVAR-schemat. 

## Konsortium
HIRLAM används av följande meteorologiska institut i Europa:
- Sveriges meteorologiska och hydrologiska institut (SMHI)
- Danmarks meteorologiska institut (DMI)
- Estlands meteorologiska och hydrologiska institut (EMHI)
- Norges meteorologiska institut (Meteorologisk institutt)
- Finlands meteorologiska institut (Meteorologiska institutet)
- Islands meteorologiska institut (IMO)
- Met Éireann (Irland)
- Kungliga Nederländska meteorologiska institutet (KNMI)
- Spanska meteorologiska institutet  (AEMET)

Det finns även ett samarbete med fler länder, t. ex. Frankrike trots att de använder Aladdin-modellen som operativ väderprognosmodell.